# Кастьонс-ді-Страда
Кастьонс-ді-Страда (італ. Castions di Strada, вен. Castions de Strada) — муніципалітет в Італії, у регіоні Фріулі-Венеція-Джулія,  провінція Удіне.
Кастьонс-ді-Страда розташований на відстані близько 450 км на північ від Рима, 60 км на північний захід від Трієста, 19 км на південь від Удіне.
Населення — 3842 особи (2014).

## Демографія
Населення за роками:

Станом на 1 січня 2023 року в муніципалітеті офіційно проживали 183 іноземці з 31 країни, серед них 83 громадяни країн Євросоюзу та 10 громадян України.

## Сусідні муніципалітети
- Бічинікко
- Карліно
- Гонарс
- Мортельяно
- Муццана-дель-Турньяно
- Поченія
- Порпетто
- Сан-Джорджо-ді-Ногаро
- Тальмассонс